# ماركو أندريولي
ماركو أندريولي (بالإيطالية: Marco Andreolli)‏ (مواليد 10 يونيو 1986 في بونتي ديلوليو - إيطاليا) لاعب كرة قدم إيطالي لعب لصالح نادي الدرجة الأولى روما الإيطالي منذ 2007 وانتقل إلى كيييفو في 2010 في مركز قلب الدفاع.
وانتقل في 11 مايو 2013 إلى نادي إنتر ميلان في صفقة انتقال حر.

## روابط خارجية
- ماركو أندريولي على موقع الاتحاد الأوربي (الإنجليزية)
- ماركو أندريولي على موقع قاعدة بيانات كرة القدم.إي يو (الإنجليزية)
- ماركو أندريولي على موقع Soccerbase.com (لاعب) (الإنجليزية)
- ماركو أندريولي على موقع Soccerway.com (الإنجليزية)
- ماركو أندريولي على موقع عالم كرة القدم.نت (الإنجليزية)
- ماركو أندريولي على موقع كووورة
- ماركو أندريولي على موقع AS.com (الإسبانية)